# Saleskbach
Der Saleskbach ist ein linker Nebenfluss und der bedeutendste Zufluss des Ruhlander Schwarzwassers in der Westlausitz in Sachsen. Er fließt mit geringem Gefälle durch das Teichgebiet des Königsbrücker Heidelandes.
Der Name ist sorbischen Ursprungs und bedeutet „hinter dem Wäldchen“ (za lěsk(om)).

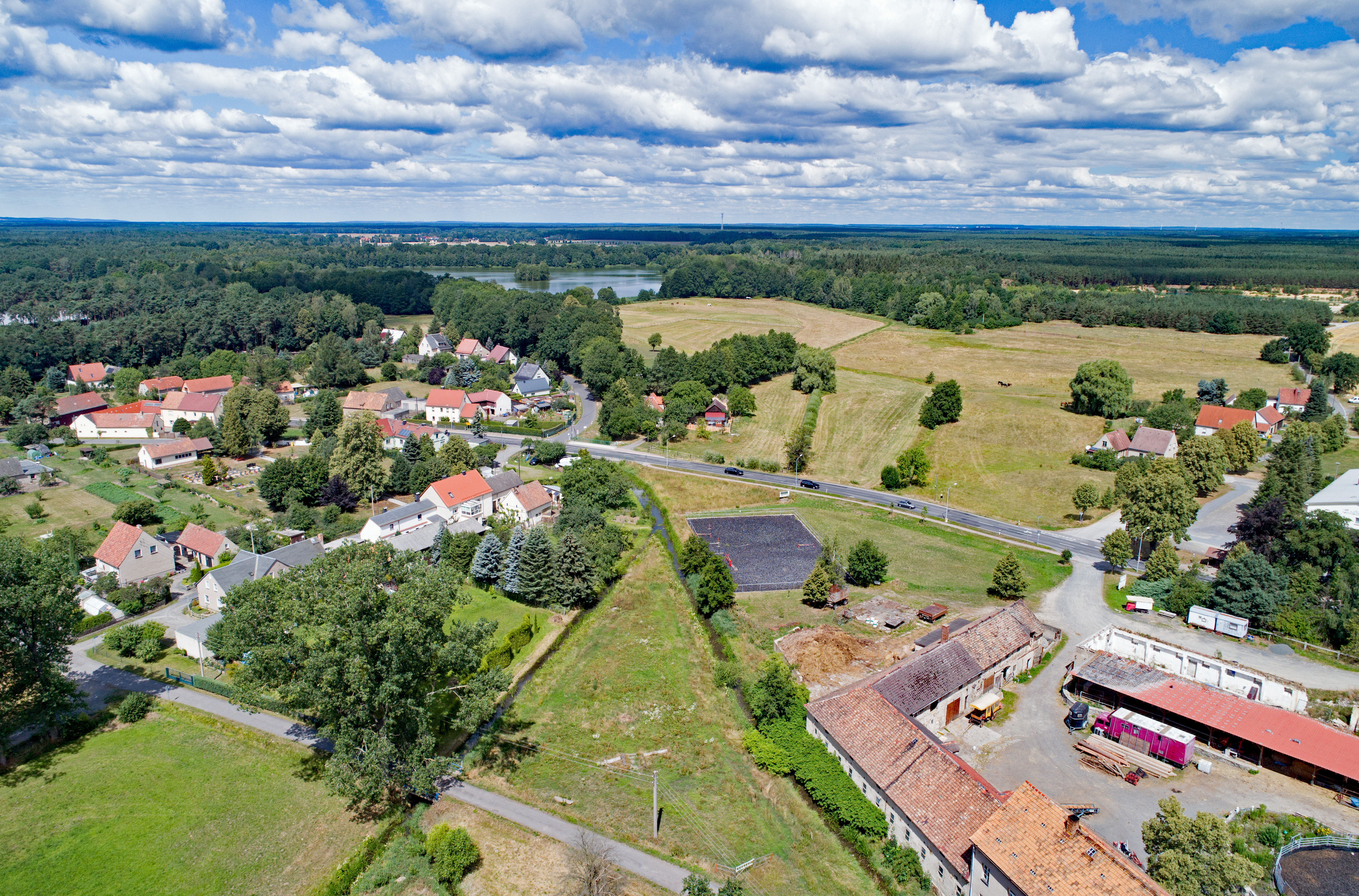
Mündung des Schönbachs (von links unten kommend) in den Saleskbach

## Verlauf
Der Bach entspringt südöstlich von Cunnersdorf auf der Lausitzer Platte. Auf seinem nach Norden führenden Oberlauf durchfließt er Cunnersdorf, speist dann den Großen Mühlteich und fließt westlich an Hausdorf vorbei.
Am Großen Teich bei Straßgräbchen nimmt der Bach nordwestliche Richtung. Unterhalb davon wird ein Teil seines Wassers in den Großen Teich bei Großgrabe eingeleitet. Danach durchfließt der Bach auf seinem Mittellauf Großgrabe, dabei nimmt er den Schönbach auf und wird von der Bundesstraße 97 überquert. Am westlichen Ortsausgang von Großgrabe wird rechtsseitig die Saleskbach-Umflut abgeleitet und östlich um den Langen Teich geführt. Der Saleskbach selbst umfließt den Langen Teich im Süden und Westen, dabei fließt der Bach am Großen Lugteich und am Schwanenteich vorbei. In Höhe der Forstmühle mündet gegenüber dem Schwanenteich die Saleskbach-Umflut wieder ein, zuvor wird ein Teil ihres Wassers in den Neugraben zum Lugteich bei Grüngräbchen abgeleitet.
Auf seinem Unterlauf fließt der Saleskbach durch den nördlichen Teil von Grüngräbchen, wo von Süden der Wasserstrich einmündet. Südlich der Olgahöhe (147 m) liegen am Saleskbach der Neue Teich, der Nymphenteich und der Krebsteich. Auf seinem letzten Abschnitt durchfließt der Bach das Dorf Cosel. Nordwestlich von Cosel mündet er nach 16,5 km nahe der sächsisch-brandenburgischen Landesgrenze in das Ruhlander Schwarzwasser.

## Geschichte

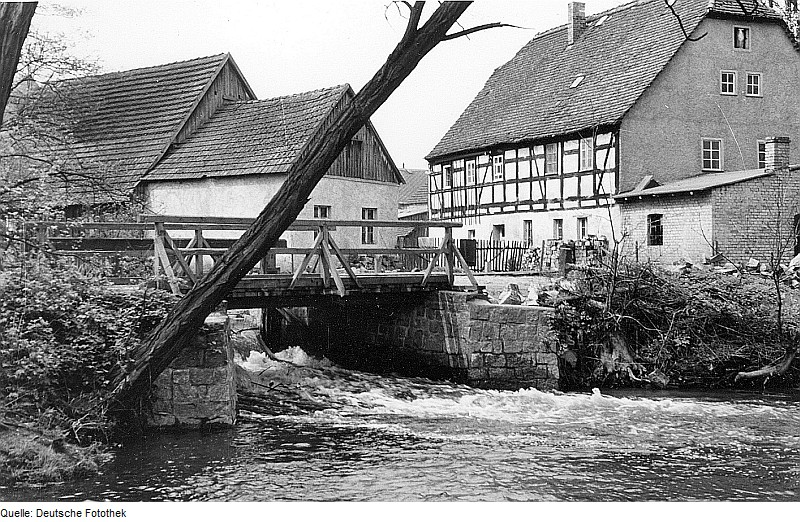
Saleskbach mit der Bollbuckmühle und dem Mühlenwehr in Cosel

Die Wasserkraft des Baches wurde früher zum Betrieb mehrerer Wassermühlen genutzt. In Cosel ist die Bollbuckmühle erhalten.
In den breiten sumpfigen Auen des Saleskbaches entstand eine Vielzahl von Fischteichen.

## Naturschutz
Teile des Bachlaufes gehören zum Europäischen Vogelschutzgebiet Teiche nordwestlich Kamenz. Ein Teilgebiet umfasst den „Großen Teich“ östlich von Großgrabe und die nordöstlich angrenzenden Flächen zwischen der Kreisstraße K 9226 und dem Saleskbach; ein weiteres die Teichgruppe „Nymphenteich“, „Neuteich“, „Schlossteich“, „Mittelteich“ und „Lugteich“ sowie die angrenzenden Feuchtbereiche bei Grüngräbchen. Ebenso umfasst es die südlich und südwestlich von Cosel befindliche Teichgruppe „Kaschligteich“, „Großteich“, „Walschkenteich“, „Jungfrauenteich“ und „Herrenteich“ sowie die umliegenden Flächen. Der Bachlauf gehört zum Lebensraum des Bibers und des Eisvogels. In der Saleskbachniederung unterhalb Grüngräbchen konnte eine kleine Population von Schlammpeitzgern nachgewiesen werden.

## Zuflüsse
- Cunnersdorfer Bach (l)
- Hausdorfer Bach (r)
- Wuitzschkengraben (l)
- Wutschkenwiesengraben (r)
- Schönbach (l)
- Saleskbach-Umflut (r)
- Winkelwiesengraben (l)
- Wasserstrich (l)
- Neugraben (r)
- Grüngräbchener Graben (l)
- Triemiggraben (l)
- Walschkengraben (l)